# Federação Cearense de Pentatlo Moderno
A Federação Cearense de Pentatlo Moderno (FCEPM) é a federação que congrega clubes e outras entidades esportivas para regular e promover a prática do pentatlo moderno no Ceará.
A FCEPM foi criada em 10 de agosto de 2006 por meio a união das entidades: Náutico Atlético Cearense, Círculo Militar de Fortaleza, Clube de Tiro Gun House, Colégio Militar de Fortaleza e Associação Desportiva Juvenil, sendo filiada a Confederação Brasileira de Pentatlo Moderno.